# Utelek
Utelek är lek utomhus.

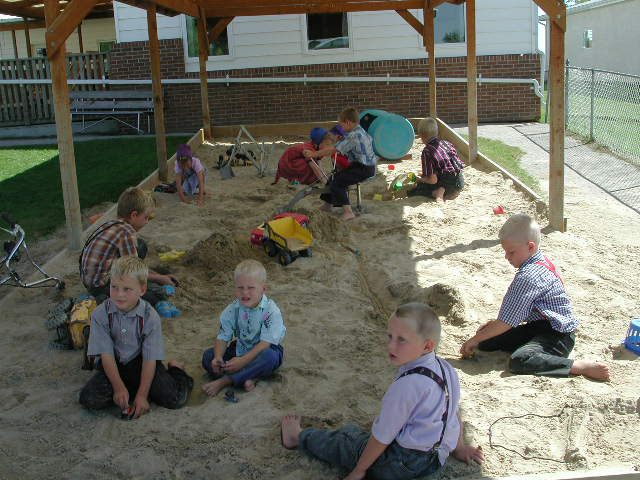
Utelek i sandlådan.

I förskolan kallas den tid på dagen i som tillbringas ute på förskoleområdets gård för just utelek. Utelek kan även förläggas till exempelvis i skogen eller på en allmän lekplats. Barnen leker fritt under uppsikt från personalen. Vanliga aktiviteter för barnen under uteleken är att cykla, leka i leksandlåda eller använda gungor, rutschkana eller klätterställning. Oftast är det två utelekar om dagen, en på förmiddagen och en på eftermiddagen. Hur lång uteleken brukar vara varierar mellan olika förskolor, väderförhållanden och årstider. Vissa utelekperioder varar en timme, andra timmar. En solig sommardag kan hela förskoledagen vara förlagd utomhus, och måltiderna ätas utomhus. Den enda inomhusaktiviteten dessa dagar blir sovvilan, som oftast bara de mindre barnen har.
I den svenska läroplanen för förskolan (SKOLFS 1998:16) står att verksamheten ska ge utrymme för barnens egna planer, fantasi och kreativitet i lek och lärande såväl inomhus som utomhus och att utomhusvistelsen bör ge möjlighet till lek och andra aktiviteter både i planerad miljö och i naturmiljö.